# Campionato sudamericano femminile di pallavolo 2005
Il XXVI campionato sudamericano femminile di pallavolo si è svolto dal 17 al 23 settembre 2005 a La Paz, in Bolivia. Al torneo hanno partecipato 7 squadre nazionali sudamericane e la vittoria finale è andata per la quattordicesima volta, la sesta consecutiva, al Brasile.

## Squadre partecipanti
- Argentina
- Brasile
- Bolivia
- Cile
- Perù
- Uruguay
- Venezuela

## Classifica finale
| Classifica | Squadre   | Qualificazione           |
| ---------- | --------- | ------------------------ |
|            | Brasile   | Grand Champions Cup 2005 |
|            | Perù      |                          |
|            | Argentina |                          |
| 4          | Venezuela |                          |
| 5          | Uruguay   |                          |
| 6          | Bolivia   |                          |
| 7          | Cile      |                          |